# Noël-Gabriel-Luce Villar
Noël-Gabriel-Luce Villar (* 13. Dezember 1748 in Toulouse; † 26. August 1826 in Paris) war ein französischer Konstitutioneller Bischof und Mitglied der Académie française.

## Leben
Villar war der Sohn eines Chirurgen. Er trat 1773 in die Kongregation der Doktrinarier ein. 1780 wurde er Rhetoriklehrer in Toulouse (und Mitglied der Académie des Jeux floraux) und 1786 Rektor der Kollegschule in La Flèche. 1791 wurde er von der Revolution zum konstitutionellen Bischof des neu geschaffenen (und von Rom nicht anerkannten) Bistums Mayenne in Laval berufen, das er bis Oktober 1798 leitete. 1792 wurde er Abgeordneter des Nationalkonvents, wo er sich gegen den Tod des Königs aussprach und sich um die Erhaltung des Collège de France und der Königlichen Bibliothek verdient machte. Von 1795 bis 1799 war er Mitglied im Rat der Fünfhundert. Bonaparte machte ihn zum Generalinspekteur des Unterrichtswesens, was er bis 1814 blieb.
1795 wurde er bei der Errichtung des Institut de France in die der Académie française entsprechende Classe de Littérature et Beaux-Arts (Grammaire) eingeteilt (ab 1803 Classe de la Langue et de la Littérature françaises) und 1816 bei der Wiedererrichtung der Académie française auf seinem Sitz Nr. 39 belassen.
Er starb 1826 im Alter von 77 Jahren. Außer Gelegenheitsschriften sind von ihm keine Werke bekannt.